# سیروس شهردار
سیروس شهردار (زادهٔ ۱۵ اسفند ۱۳۰۴ در تهران – درگذشتهٔ ۱۸ اسفند ۱۳۸۲ در تهران) موسیقی‌دان، نوازندهٔ پیانو، آهنگساز و رهبر ارکستر اهل ایران بود.

## زندگی هنری
سیروس شهردار، ۱۵ اسفند سال ۱۳۰۴ در تهران متولد شد. او فرزند مشیر همایون شهردار، از موسیقی‌دانان و نوازندگان پیانو بود. به همین سبب از کودکی به موسیقی گرایش پیدا کرد. او در سال ۱۳۱۶ به کلاس پیانو جواد معروفی راه یافت. پس از آن تئوری موسیقی، هارمونی و سلفژ را به مدت ۲ سال نزد پرویز محمود فرا گرفت. وی در سال ۱۳۲۷، مدرک فوق لیسانس مهندسی شیمی خود را از دانشکدهٔ فنی دانشگاه تهران دریافت نمود و از سال ۱۳۲۸ همکاری خود را با هنرستان عالی موسیقی آغاز کرد. او ضمن تدریس در هنرستان عالی موسیقی و هنرستان موسیقی ملی، مدیریت درس‌های هنرستان عالی موسیقی را نیز بر عهده داشت. سیروس شهردار از سال ۱۳۳۲ تا ۱۳۳۶، نزد فریدون فرزانه، شیمکویچ کاپوشینسکی و امانوئل ملیک اصلانیان، آموخته‌های موسیقی خود را تکمیل نمود. او در سال ۱۳۵۰ مدرک لیسانس آهنگسازی خود را تحت نظر توماس کریستین داوید و با رتبهٔ نخست، از دانشکدهٔ هنرهای زیبای دانشگاه تهران دریافت نمود. محمد نوری از جمله شاگردان او بوده‌است.

## فعالیت‌های هنری
از جمله فعالیت‌های هنری سیروس شهردار، می‌توان به موارد زیر اشاره نمود:
تدریس در هنرستان عالی موسیقی و هنرستان موسیقی ملی از سال ۱۳۲۸، همکاری با رادیو تلویزیون ملی ایران به عنوان نوازندهٔ پیانو، تنظیم کننده، آهنگساز، رهبر ارکستر و نویسندهٔ برنامه‌های تفسیر موسیقی از سال ۱۳۳۴ تا ۱۳۵۹، عضو مؤسس و عضو هیئت مدیرهٔ انجمن هنری جوانان از سال ۱۳۲۷ تا ۱۳۳۴، سرپرست مرکز موزیکولوژی و مدرس کوی دانشگاه تهران از سال ۱۳۴۲ تا ۱۳۴۹، تدریس پیانو تا پایان عمر.

## آثار هنری
از جمله آثار هنری سیروس شهردار، می‌توان به موارد زیر اشاره نمود:
- «ترانهٔ عشق»[۴]
- «پرتو زندگی»[۵]
- «راه شیراز» (در دستگاه ماهور)[۶]
- «نقش رؤیا» (در آواز بیات اصفهان)[۷]
- «نام تو» (در آواز بیات اصفهان) رهبر ارکستر: مرتضی حنانه[۸]
- «آندانته» (در آواز دشتی) با تنظیم فریدون ناصری، رهبر ارکستر: مرتضی حنانه[۹]
- «راه خلق ما» (تنظیم‌کننده: سیروس شهردار) با شعر بهروز رضوی، رهبر ارکستر: فریدون شهبازیان[۱۰]

## درگذشت
سیروس شهردار در ۱۸ اسفند ۱۳۸۲، در سن ۷۸ سالگی به علت عوارض پس از عمل جراحی مغز، در بیمارستان سجاد تهران درگذشت.